# 北城恪太郎
北城 恪太郎（きたしろ かくたろう、1944年4月21日 - ）は、日本の実業家。学位は工学士（慶應義塾大学・1967年）、および工学修士（カリフォルニア大学バークレー校・1972年）。日本アイ・ビー・エム1967年入社、1986年取締役、1993年代表取締役社長、1999年IBMアジア・パシフィック・プレジデント兼日本アイ・ビー・エム代表取締役会長、2012年より相談役、2017年より名誉相談役。
2003年から経済同友会代表幹事, 2007年より終身幹事。2010年より学校法人国際基督教大学理事長、NPO法人大学経営協会副理事長。文部科学省中央教育審議会委員など兼務。

## 略歴
- 茨城県生まれ[2]、東京都育ち。
- 1957年3月 千代田区立錦華小学校卒業
- 1960年3月 慶應義塾中等部卒業
- 1963年3月 慶應義塾高等学校卒業
- 1967年3月 慶應義塾大学工学部管理工学科卒業
- 1967年4月 日本アイ・ビー・エム入社、公共営業部配属　システムズエンジニアとなる（電力会社などの公共系システムを担当）。
- 1972年6月 カリフォルニア大学バークレー校大学院修士課程修了（コンピューター工学修士号取得）
- 1981年1月 東日本第二営業本部 第二営業所 開発室長
- 1983年7月 米国IBM Corporation会長補佐
- 1986年3月 取締役
- 1987年7月 経済同友会入会
- 1988年3月 常務取締役
- 1989年3月 専務取締役
- 1991年3月 取締役副社長
- 1993年1月 椎名武雄の後継として代表取締役社長に就任（在職中の業績の推移については日本アイ・ビー・エム#業績の推移を参照）
- 1994年4月 経済同友会幹事
- 1999年11月 IBM Asia Pacific（AP） Presidentを兼任
- 1999年12月 大歳卓麻に社長職を引き継ぎ、代表取締役会長
- 2000年4月 経済同友会副代表幹事
- 2003年3月 経済同友会代表幹事に内定したため、IBM AP Presidentを退任
- 2004年4月～2007年5月 経済同友会代表幹事
  - 旭硝子やオムロンの社外取締役も兼務
  - その他、国家公務員倫理審査会・委員、国土開発幹線自動車道建設会議・委員
- 2007年5月 日本IBM最高顧問に就任
- 2010年6月～2019年5月 学校法人国際基督教大学理事長
  - 男女共同参画社会づくり功労者内閣総理大臣表彰受賞。
- 2011年9月 新渡戸・南原賞受章。
- 2017年4月 日本IBM名誉相談役に就任

## 人物像
- 好きな言葉は、「誠は天の道なり、誠を思うは人の道なり」。
- モットーは、「あ・た・ま」と言い、明るく、楽しく、前向きに仕事をするという言葉の頭文字をとったものである。
- 中学生時代は、文武両道な生徒で学級委員長としての活発に活動していたことを評価され、同級生250人の中から女子生徒2人と「中等部長賞」に選ばれる。
- 中学の卒業間近に担任から「きみは、英語の成績がよくないね。高校へ行くと英語は大事だから、頑張りなさい」と言われ、負けず嫌いな性格が影響し、高校時代にはクラブ活動で英語研究会に入り、英字新聞を読み、テレビやラジオの講座や英会話のテープを聞いたり、英会話学校に通うなど英語の勉強漬けの日々を過ごす。これが留学や仕事など、後の活動に役立った。
- 高校時代に日曜学校を英語でやっている教会があると聞き、そこへ通い、聖書にも触れて、大学を卒業後に就職した年（1967年）にキリスト教洗礼を受けた。その後同時に洗礼を受けた女性と結婚し、現在も熱心なクリスチャン生活をしていることはよく知られている。[3]
- 3人の男性の子がいて、末の子は、日本 アイ・ビー・エム ( 日本IBM ) に入社。

## 著書
- 『経営者、15歳に仕事を教える』（丸善、2004年）
- 『郵政民営化こそ日本を変える ―経営者、大いに語る（Doyukai books）』（PHP出版、2005年）
- 大歳卓麻と共著『IBM お客様の成功に全力を尽くす経営』（ダイヤモンド社、2006年）
- 他7名との共著『団塊世代60年―どう生きてきたか』（生産性出版、2006年）
- 『経営者、15歳に仕事を教える』(文春文庫、2008年)
- 『ニッポン「起業」学 (DOYUKAI BOOKS)』（日本実業出版社 、2008年）
- 諏訪良武と共著『顧客はサービスを買っている―顧客満足向上の鍵を握る事前期待のマネジメント』（ダイヤモンド社、2009年）